# Камбія (округ)
Ка́мбія (англ. Kambia) — один із 5 округів Північної провінції Сьєрра-Леоне. Адміністративний центр — місто Камбія. Округ є найменшим за площею території, має державний кордон із Гвінеєю та вихід до Атлантичного океану.

## Населення
Населення округу становить 345474 особи (2015; 270462 у 2004, 186231 в 1985, 155341 в 1974, 137806 в 1963).
У національному відношенні переважають народи темне, сусу, лімба, фульбе та мандінка, які на 70 % сповідують іслам.

## Історія
Округ був утворений 1928 року шляхом відокремлення від округу Порт-Локо.

## Адміністративний поділ
У адміністративному відношенні округ складається з 7 вождівств:
| № | Назва          | Оригінальна назва | Площа, км² | Населення, осіб (2004) | Населення, осіб (2015) | Адміністративний центр |
| - | -------------- | ----------------- | ---------- | ---------------------- | ---------------------- | ---------------------- |
| 1 | Брамая         | Bramaia           | 532,2      | 25 392                 | 36 764                 | Кукуна                 |
| 2 | Ґбінле-Діксінґ | Gbinle-Dixing     | 189,9      | 19 569                 | 23 433                 | Тавая                  |
| 3 | Маґбема        | Magbema           | 333,2      | 67 211                 | 92 165                 | Камбія                 |
| 4 | Мамболо        | Mambolo           | 230,4      | 33 825                 | 37 952                 | Мамболо                |
| 5 | Масунґбала     | Masungbala        | 308,2      | 28 502                 | 31 797                 | Кавулья                |
| 6 | Саму           | Samu              | 544,6      | 56 857                 | 64 790                 | Кичом                  |
| 7 | Тонко-Лімба    | Tonko Limba       | 887,4      | 39 106                 | 58 573                 | Мадіна                 |

## Господарство
Основою економіки округу є торгівля, рибальство та сільське господарство, а саме вирощування рису та овочів.